# آمون-حر-خپش-اف
آمون-حر-خپش-اف (انگلیسی: Amun-Her-Khepesh-Ef؛ به معنی «آمون با دست قوی خود همراه است») فرزند احتمالی فرعون سنوسرت سوم و حتحورحتپ بوده و به‌خاطر دفن شدنش در میدلبری، ورمانت در ایالات متحده آمریکا معروف است. با این حال، هویت او هرگز به‌طور قطعی تأیید نشده است. سنوسرت سوم و حتحورحتپ به‌طور رسمی ازدواج نکرده بودند و ممکن است حتحورحتپ نوه خودِ سنوسرت سوم بوده باشد.
روی قبر او نوشته شده است:
«خاکسترهای آمون-حر-خپش-اف، پسر سن وسِت سوم [اشتباه در نگارش نام] پادشاه مصر و همسرش حتحور-هوتِپ [اشتباه در نگارش نام]، ۱۸۸۳ پیش از میلاد.»
در نزدیکی بالای سنگ قبر، نمادهای عنخ، صلیب مسیحی و نماد جوجه بلدرچین هیروگلیفی حک شده است.
گفته می‌شود که او در سن دو سالگی درگذشته و در مصر، احتمالاً در دَهشور دفن شده است. مومیایی او توسط دزدان مقبره دزدیده شد و در سال ۱۸۸۶ توسط هنری شلدون از ملوانان اسپانیایی در نیویورک خریداری شد تا در موزهٔ خود، موزه تاریخ هنری شلدون در ورمانت، به نمایش بگذارد. با این حال، مومیایی در شرایط بسیار بدی به دست شلدون رسید و در نهایت به اتاق زیرشیروانی منتقل شد.
پس از مرگ شلدون، مومیایی در آنجا باقی ماند تا اینکه در سال ۱۹۴۵، جرج مید، سرپرست موزه، آن را پیدا کرد. مید به دلیل ترس از این که مومیایی توسط دانش‌آموزان شوخ‌طبع از خاک بیرون کشیده شود، تصمیم گرفت که آن را در کوره همسایه‌اش سوزانده و در قطعه خانوادگی خود دفن کند، که این کار در سال ۱۹۵۰ انجام شد و برای آن یک سنگ قبر مناسب قرار داده شد. قبر آمون-حر-خپش-اف در کنار قبر ژنرال وارن هیستینگز و نزدیکی قبر نماینده ایالت ورمونت، دانیل چیپمن قرار دارد.